# La porta dell'inferno (film 1953)
La porta dell'inferno (地獄門?, Jigokumon) è un film del 1953 diretto da Teinosuke Kinugasa, vincitore del Grand Prix du Festival al Festival di Cannes 1954 e del premio Oscar onorario nel 1955 come miglior film straniero dell'anno precedente. Si basa su un'opera teatrale ambientata nel periodo Heian, ma scritta dall'autore contemporaneo Kan Kikuchi.

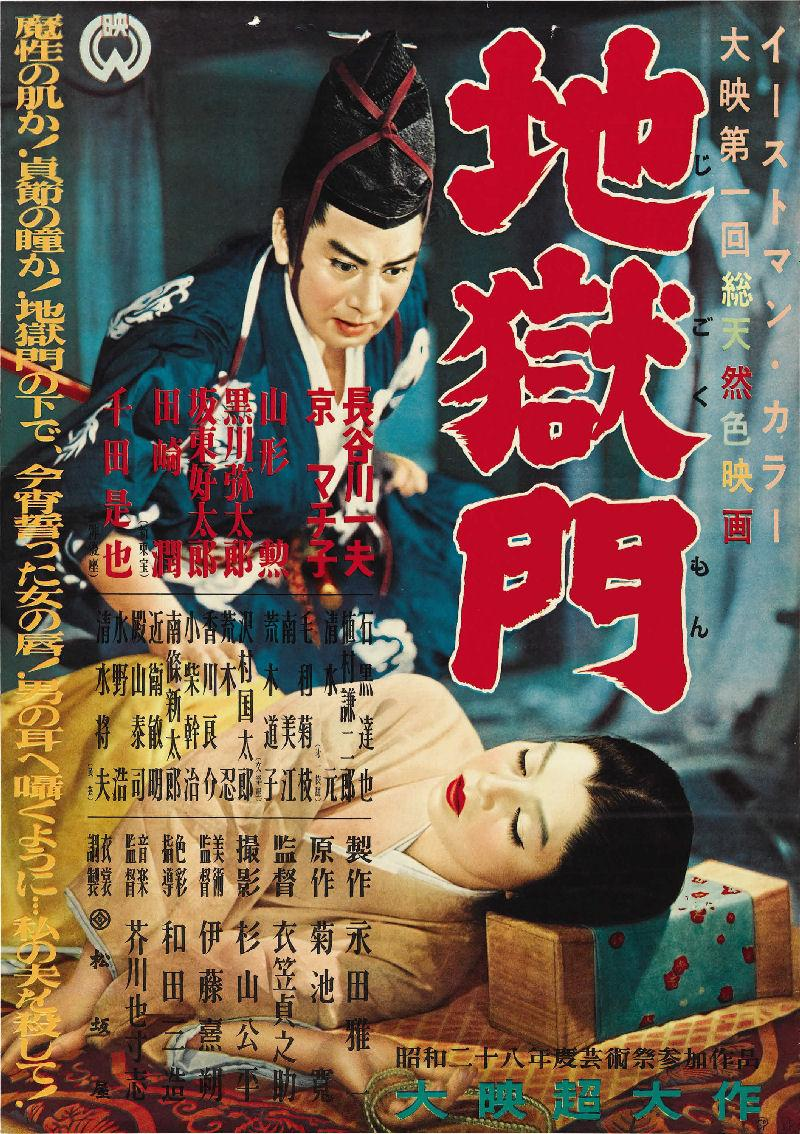
Il manifesto originale del film

Girato in Eastmancolor, La porta dell'inferno è stato il primo film a colori della Daiei Film nonché il primo film a colori giapponese ad essere distribuito al di fuori del paese.
Nel 1954 il National Board of Review of Motion Pictures l'ha inserito nella lista dei migliori film stranieri dell'anno.

## Trama
Durante la Ribellione di Heiji, nel 1159, il samurai Morito Endo viene incaricato insieme ad altri di scortare la dama di compagnia Kesa lontano dal palazzo assediato. La ragazza dovrà essere scambiata dagli assalitori per la sorella del Signore Kijomori, in modo da permettere a quest'ultima di mettersi in salvo insieme al padre. Kesa perde i sensi quando i ribelli attaccano la loro carovana, ma Morito, lottando eroicamente, riesce ad allontanarsi con lei, portandola infine alla casa del proprio fratello. Quando costui arriva, rivela che anche lui fa parte della ribellione e suggerisce a Morito di seguirlo. Morito rifiuta. Una volta che lui e Kesa sono al sicuro, Morito dimostra la sua lealtà a Kiyomori recandosi personalmente da lui per dargli notizie sull'insurrezione.
Dopo che il colpo di stato è fallito, Morito si imbatte di nuovo in Kesa. Infatuato di lei, chiede a Kiyomori, che sta esaudendo i desideri dei leali guerrieri che hanno contribuito a sedare la ribellione, di concedergli la mano della donna. Kiyomori lo informa che Kesa è già sposata con Wataru, un samurai della Guardia Imperiale, ma Morito chiede che il suo desiderio venga esaudito. Kesa viene informata delle intenzioni del samurai e ne rimane turbata. Il marito la rassicura con la promessa di proteggerla.
Dopo averla convocata alla sua presenza e sentita Kesa eseguire musica koto, Kiyomori inizia a comprendere il forte desiderio di Morito. Decide quindi di dare all'uomo una possibilità: se la donna ricambiasse il suo sentimento, allora Morito potrà sposarla.
Dopo una corsa di cavalli alla quale hanno partecipato sia Wataru che Morito, quest'ultimo alla cena serale fra tutti i samurai attacca verbalmente Wataru sfidandolo anche a duello, ma viene rimproverato dai presenti per il suo comportamento.

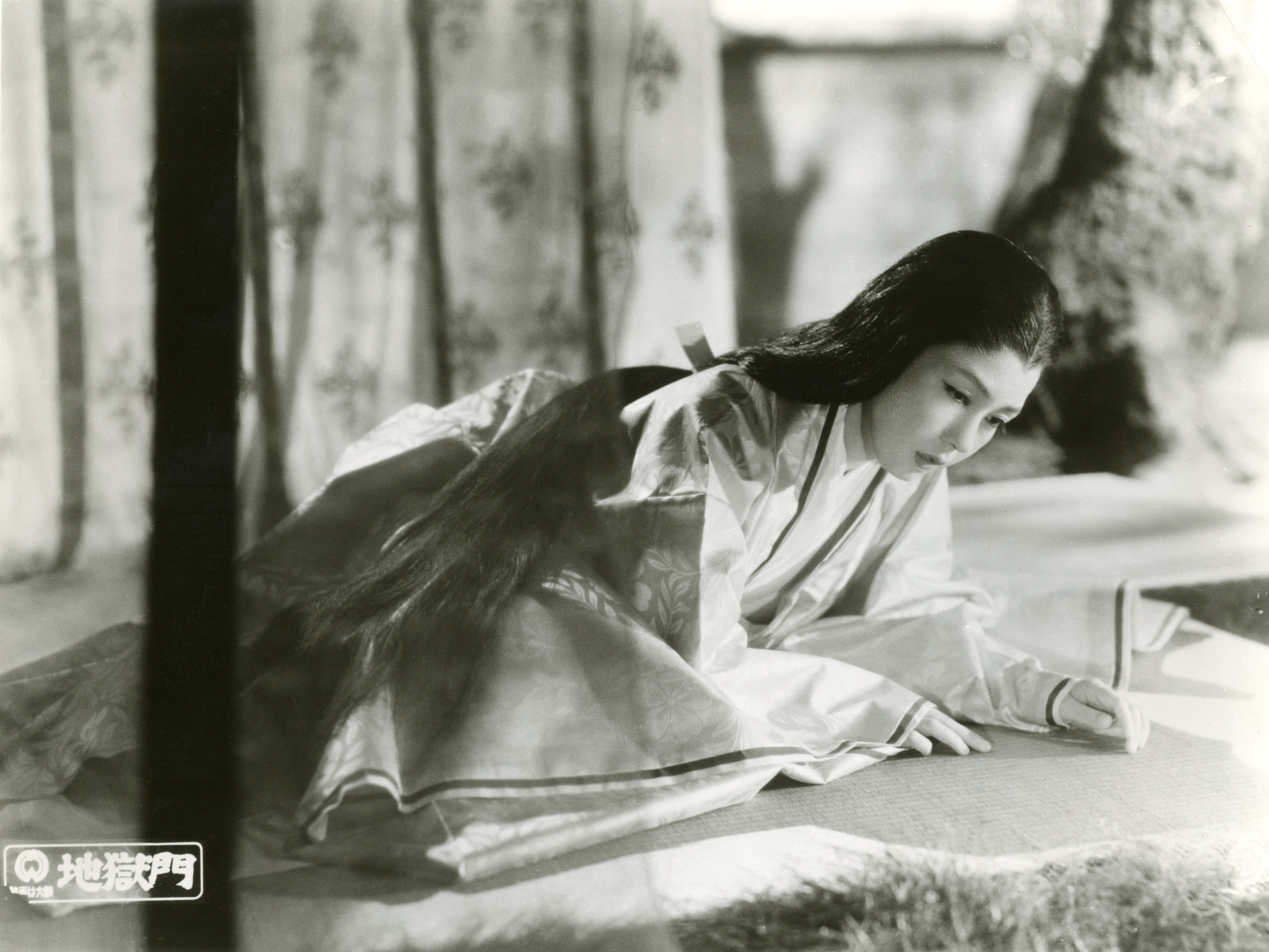
Machiko Kyō in una foto di scena

Morito quindi cerca di incontrare Kesa nella sua casa, ma la donna manda a dire che è assente per via di una visita ad una sua zia. Il samurai cerca di raggiungerla, ma scopre di essere stato ingannato. Minacciando di morte la zia, trama per organizzare un incontro con la giovane. 
Quando Kesa si presenta, Morito, accecato dal proprio desiderio di possesso, arriva a minacciarla di morte, e di uccidere poi il marito e i suoi parenti. La giovane deve sottomettersi alla paura che prova per il samurai, e accetta il piano di Morito per assassinare Wataru quella stessa notte.
Una volta a casa, Kesa si comporta normalmente e rassicura il marito che non ha preoccupazioni. Dopo che entrambi sono andati a dormire, Morito si intrufola nella camera da letto, infliggendo un colpo mortale a una figura sotto le coperte. È inorridito nel rendersi conto di aver ucciso Kesa. La donna si è sacrificata piuttosto che sottomettere se stessa o chiunque altro alla sua follia.
Morito è ora sconvolto e implora inutilmente Wataru di ucciderlo. Mentre Wataru piange la moglie morta, Morito si inginocchia nel cortile, si taglia il ciuffo da samurai e giura che condurrà da quel momento una vita di espiazione.

## Riconoscimenti
- 1954 - Festival di Locarno
  - Premio della Giuria internazionale della critica
- 1955 - Premio Oscar
  - Miglior film straniero (Giappone)
  - Migliori costumi a Sanzo Wada
- 1955 - Premio BAFTA
  - Nomination Miglior film
- 1954 - Festival di Cannes
  - Grand Prix du Festival a Teinosuke Kinugasa
- 1954 - New York Film Critics Circle Award
  - Miglior film in lingua straniera